# Дома 1120 км
Дома 1120 км — населённый пункт в Ярском районе Удмуртии, в составе Бачумовского сельского поселения.

## Население
| 2010 | 2012 |
| ---- | ---- |
| 9    | ↗12  |